# Лаэрт, Максим
Максим Лаэрт (фр. Maxime Laheurte, род. 20 мая 1985 года в Жерармере) — французский двоеборец, чемпион мира 2013 года, участник Олимпийских игр.
В Кубке мира Лаэрт дебютировал в 2005 году, в декабре 2006 года впервые попал в тройку лучших на этапе Кубка мира. Всего на сегодняшний момент имеет 2 попадания в тройку лучших на этапах Кубка мира, оба в личных соревнованиях. Лучшим достижением в итоговом зачёте Кубка мира для Лаэрта является 15-е место в сезоне 2006-07.
На Олимпиаде-2010 в Ванкувере стал 4-м в команде, кроме того занял 38-е место в соревнованиях с большого трамплина + 10 км.
За свою карьеру участвовал в двух чемпионатах мира, лучший результат — 1-е место в командных соревнованиях на чемпионате мира 2013 в Валь-ди-Фьемме.
Использует лыжи производства фирмы Fischer.